# Condecoración a la Dedicación al Servicio Policial
La Condecoración a la Dedicación al Servicio Policial, es una distinción española otorgada en exclusiva a los miembros del Cuerpo Nacional de Policía. Fue creada el 30 de mayo de 2011 como reconocimiento a una continuada y dilatada la dedicación profesional de los miembros del citado cuerpo en defensa de la Ley y de la seguridad ciudadana con una correcta conducta.
Esta condecoración se encuentra regulada por la Orden INT 1409/2011, de 10 de mayo, por la que se crea la Condecoración a la Dedicación al Servicio Policial, en sus diferentes categorías, en el Cuerpo Nacional de Policía. Esta norma fue objeto de una pequeña modificación por otra orden, la INT 1805/2012, de 20 de julio.
Se la tiene que costear el beneficiario

## Categorías
La Condecoración a la Dedicación al Servicio Policial tiene por objeto premiar la correcta conducta, la dedicación, lealtad e integridad de los funcionarios del Cuerpo Nacional de Policía en cada uno de los periodos de tiempo establecidos en sus categorías que son las siguientes: 
- Medalla: Premia 20 años de servicio efectivo. A pesar de su denominación, su insignia consiste en una Cruz de Cobre.
- Cruz: A los 25 años de servicio efectivo.
- Encomienda: A los 30 años de servicio efectivo.
- Placa: A los 35 años de servicio efectivo.

## Requisitos para la concesión
Junto al periodo de tiempo asignado a cada categoría, los requisitos imprescindibles para obtener esta condecoración son:
-1. Ser funcionario del Cuerpo en activo o en situación administrativa de segunda actividad.
-2. Carecer de anotación desfavorable sin cancelar por falta grave o muy grave; y no encontrase sujeto a ningún proceso penal ni a expediente disciplinario.
La Condecoración a la Dedicación al Servicio Policial, también se entregará a los funcionarios que abandonen la situación de servicio activo o que fallezcan durante el periodo de tramitación de la concesión.

## Insignias
- Medalla: En su anverso se muestra el emblema del Cuerpo Nacional de Policía, con la corona real y escudo de España con un diseño circular fileteado de color cobre de 15 milímetros de diámetros y con una bordura de color azul oscuro, en la que figuran, con letras doradas y centradas, las inscripciones: DEDICACIÓN POLICIAL, en la parte superior, y C.N.P. en la parte inferior. El emblema del Cuerpo con las inscripciones propias de la condecoración se encuentra rodeado por una corona de laurel de 2,5 milímetros de ancho, de color cobre, que llega hasta la corona real. En el reverso, completamente liso, se encuentra grabada la cifra 20 en números romanos «XX», de 4 milímetros. Detrás del emblema del Cuerpo y las ramas de laurel, se encuentra acolada una cruz con sus brazos de igual tamaño y de ancho decreciente hacia el interior, con unas medidas exteriores totales de 40 por 40 milímetros, con esmalte a fuego azul, policial, fileteados en cobre. La cruz pende de una bola con anilla soldada al brazo superior, también de color cobre, para el pase de la cinta. La longitud de la medalla, incluyendo la anilla, es de 55 milímetros. La cinta es 30 milímetros de ancho, dividida en tres bandas iguales, siendo la del centro de 10 milímetros de color carmesí y las otras dos, en su extremo exterior con los colores de la bandera de España hasta un total de 4 milímetros. Entre los colores de la bandera y la carmesí, se encuentra una banda de color verde de 6 milímetros de ancho. Su longitud será también de 30 milímetros. El pasador mostrará con los colores descritos en la cinta con la cifra romana «XX» realizada en metal de color cobre.
- Cruz: Su insignia tiene las mismas características descritas en la medalla, salvo que estará realizada en metal plateado en lugar del color cobre, mostrando la cifra romana «XXV» en vez de «XX». Cinta y pasador son idénticos a los descritos en la categoría anterior salvo, este último, se encuentra decorado con la cifra XXV en metal de color plata.
- Encomienda: Es idéntica a las anteriores salvo en el tamaño, ligeramente mayor, 45 x 45 milímetros y el metal en que está realizado, de color dorado, mostrando la cifra «XXX», correspondiente a esta categoría. La cinta, cuenta con los mismos colores y proporciones que las categorías anteriores pero, como es habitual en las encomiendas, debe ser colocada en el cuello posee unas dimensiones de 30 por 30 milímetros sin incluir la hebilla de la que pende la insignia. El pasador es idéntico a los anteriores, mostrándose la cifra asociada a la categoría, «XXX», realizada en metal dorado.
- Placa: Muestra la cruz con la insignia del Cuerpo rodeada por la corona de laurel , sobre una placa de color plateado con forma de estrella de 8 puntas, de apariencia lisa, y de unos 50 milímetros longitud entre los extremos opuestos de las puntas, En torno ella y centrada sobre sus puntas se encuentra situada otra placa en forma igualmente de estrella de ocho puntas, biselada y acanalada, con seis puntas entre cada una de ellas de menor tamaño y por cada lado de la estrella, mostrándose como un solo cuerpo con tres capas superpuestas y soldadas entre sí, con un tamaño máximo entre puntas opuestas de 70 milímetros, también de color plateado. Ambas estrellas se presentan en baño electrolítico de plata. El reverso es liso, mostrándose la cifra asociada a la categoría «XXXV» de 3,5 milímetros.El tamaño total de la placa medido entre las puntas opuestas de la estrella exterior será de 70 milímetros, en todas sus diagonales. El pasador, idéntico a los anteriores incluye la cifra mencionada, «XXXV», realizada en metal dorado.

También se entregan las insignias de todas las categorías reproducidas en forma de miniaturas para que puedan mostrarse en la solapa o sobre tejido. Junto a las condecoraciones, se entrega un diploma de reconocimiento.
| Insignias y Pasadores     |                                |                          |                             |
|                           |                                |                          |                             |
| Placa 35 Años de Servicio | Encomienda 30 Años de Servicio | Cruz 25 Años de Servicio | Medalla 20 Años de Servicio |

## Desposesión de distinciones
El agraciado con cualesquiera de las categorías que haya sido sentenciado por la comisión de un delito doloso o pública y notoriamente haya incurrido en actos contrario a las razones determinantes de la concesión de la distinción podrá, en virtud de expediente iniciado de oficio o por denuncia motivada, y con intervención del Fiscal de la Real Orden, ser desposeído del título correspondiente a la distinción concedida, decisión que corresponde a quien la otorgó.